# Motor de impulsión

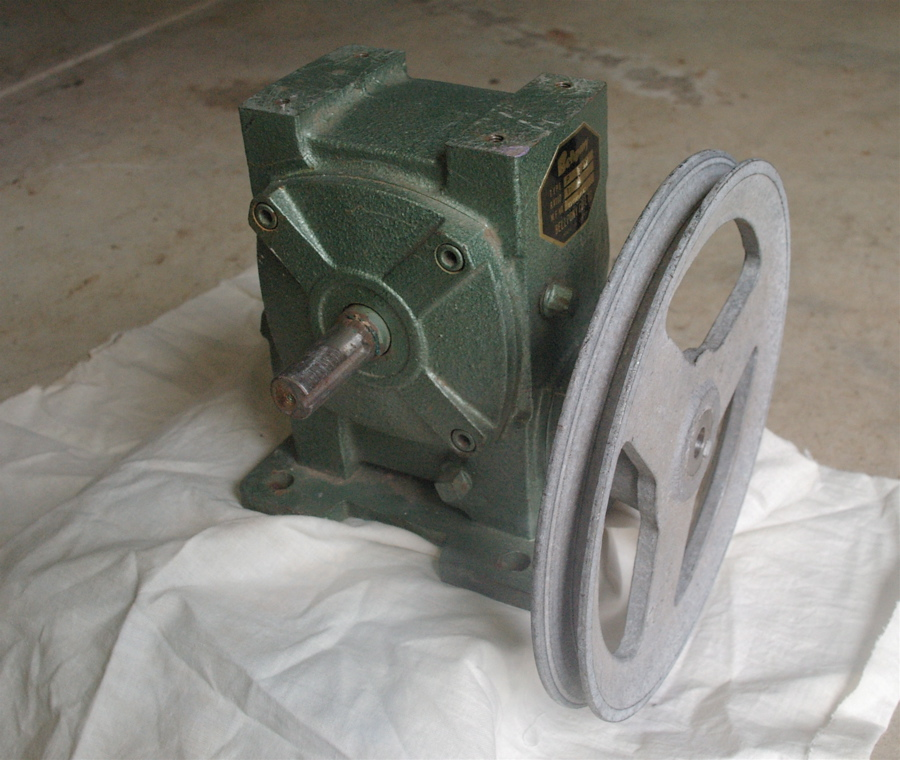
Motor de impulsión.

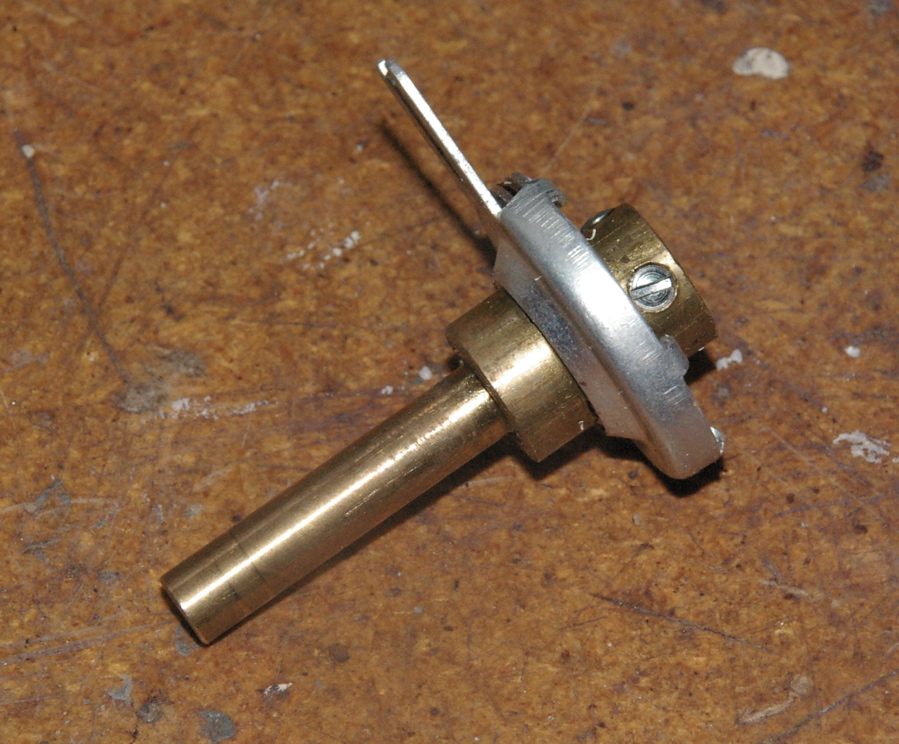
Motor de impulsión planetario.

Un motor de impulsión es un dispositivo mecánico empleado para cambiar la velocidad de rotación. Un motor de impulsión planetario es una versión a menor escala, que usa los rodamientos de esferas en un arreglo epicicloidal en lugar de engranajes dentados.
Los motores de impulsión se utilizan en los motores de todas las clases, para aumentar la cantidad de esfuerzo en el par de giro para la revolución de un eje: una caja de cambios de cualquier automóvil es un ejemplo claro de un motor de reducción.
Los motores de impulsión planetarios generalmente se unen entre el eje del condensador  variable y la perilla que templa de cualquier radio, para permitir ajustes finos del condensador con los movimientos grandes de la perilla.
- Datos: Q2998736